# Apomys magnus
{{#ifeq:0|0|{{#if:|{{#if:Apomysmagnus|[[]}}|}}}}
Apomys magnus — лісова миша, ендемічна з Лусона, Філіппіни. Зустрічається в низинних і нижніх гірських лісах, і в старих, і у відновлюваних. Також зустрічається в змішаних лісо-сільськогосподарських районах. Він веде нічний і наземний спосіб життя, харчується безхребетними і, можливо, насінням.